# Henriette Viker
Henriette Viker (* 5. August 1973; ⚭ Henriette Dalseng Viker) ist eine ehemalige norwegische Fußballspielerin.

## Karriere

### Vereine
Viker begann für den in Furnes (zwischen Hamar und Brumunddal gelegen) ansässigen Verein Furnes Fotball mit dem Fußballspielen. Im weiteren Verlauf war sie dann bis Spielzeitende 1996 für den Verein Brumunddal Fotball aktiv.
Von 1997 bis 2004 spielte sie fortan und ausschließlich für den in Akershus in der Kommune Asker ansässigen Asker Fotball in der höchsten Spielklasse im norwegischen Frauenfußball; von 1997 bis 1999 in der Eliteserien, danach in der Toppserien. Während dieser Zeit bestritt sie 113 Punktspiele, in denen sie zehn Tore erzielte. Ihr Pflichtspieldebüt gab sie am 27. April 1997 beim 1:1-Unentschieden im Auswärtsspiel gegen den Kolbotn IL. Es war ihr erstes von neun Punktspielen in ihrer Premierenspielzeit. In der Folgespielzeit kam sie in 14 Punktspielen zum Einsatz und erzielte am 21. Mai 1998 beim 5:2-Sieg im Heimspiel gegen den Setskog/Høland FK ihr erstes Tor; sie glich die 1:0-Führung von Ann Elisabeth Kallevig aus der zweiten Minute mit dem 1:1 in der 30. Minute aus.

### Nationalmannschaft
Ihr Debüt als Nationalspielerin für den NFF gab sie am 27. Juni 1990 in der U16-Nationalmannschaft, die das Freundschaftsspiel gegen die U16-Nationalmannschaft Islands mit 3:0 in Sölvesborg gewann. Ihr erstes Länderspieltor gelang ihr zwei Tage später an selber Stätte beim 3:1-Sieg über die U16-Nationalmannschaft der Niederlande. Für die U20-Nationalmannschaft bestritt sie vom 4. August 1992 bis zum 6. August 1994 20 Länderspiele (7 S, 7 U, 6 N) und war mit vier Toren erfolgreich.
Am 16. Februar 1997 debütierte sie in der A-Nationalmannschaft, die in Sundsvall das Freundschaftsspiel gegen die A-Nationalmannschaft Schwedens mit 2:0 gewann. Ihr letztes A-Länderspiel bestritt sie am 7. März 2002 in Loulé im Finale um den Algarve-Cup 2002 bei der 0:1-Niederlage gegen die Nationalmannschaft Chinas.
Dazwischen bestritt sie fünf weitere Freundschaftsspiele, jeweils zwei WM-Qualifikations- (4. und 6. Spiel Gruppe 3, Klasse A) und -Endrundenspiele (3. Spiel Gruppe C und Spiel um Platz 3), drei EM-Endrundenspiele 1997 (alle Spiele Gruppe B), jeweils zwei Turnierspiele im Rahmen eines „Drei-Nationen-Turniers“ in Dänemark und bei den Goodwill Games in Hempstead im Stadion der Hofstra University auf Long Island sowie ein Länderspiel im Rahmen des Vier-Nationen-Turniers 2002 in der Volksrepublik China (3:0 vs. China).
Am Turnier um den Algarve-Cup nahm sie mit ihrer Mannschaft fünfmal teil (1997, 1998, 1999, 2001, 2002), kam in insgesamt 17 Turnierspielen (einschließlich des oben genannten Spiels) zum Einsatz, erreichte dreimal das Finale und gewann 1997 und 1998 das Turnier bzw. den Cup.

## Erfolge
Nationalmannschaft
- Vierter Weltmeisterschaft 1999
- Algarve-Cup-Sieger 1997, 1998, -Finalist 2002

Asker Fotball
- Norwegischer Meister 1998, 1999
- Norwegischer Pokal-Sieger 2000, -Finalist 2001, 2004